# مرک سیرانو

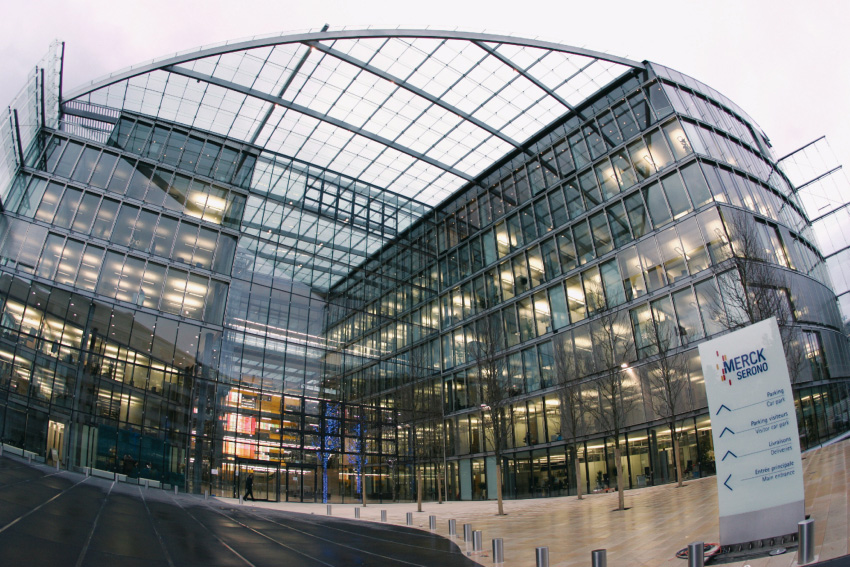
شرکت داروسازی مرک سیرانو

مرک سیرانو (ئی‌ام‌دی سیرانو در ایالات متحده و کانادا) یک شرکت داروسازی است که دفتر مرکزی آن در دارمشتات، آلمان قرار دارد، و یک برند و شاخه‌ای از مرک محسوب می شود که بر روی داروهای زیست‌فناوری متمرکز است.

## یادداشت ها و مراجع
1. ↑  Background Info, www.merckserono.com

## همچنین ببینید
- فهرست شرکت‌های داروسازی